# Mokrosuky (zámek)
Mokrosuky jsou tvrz přestavěná na zámek ve stejnojmenné obci v okrese Klatovy. Zámek sloužil jako panské sídlo až do 17. století. Patřil mimo jiné Perglárům z Perglasu, Račínům z Račína nebo Althannům. Dochovaná podoba budov je výsledkem přestavby ve druhé polovině šestnáctého století a pozdějších úprav. Zámecký areál je od roku 1964 chráněn jako kulturní památka.

## Historie
Vesnice Mokrosuky patřila od čtrnáctého století k velhartickému panství, i když první písemná zmínka o ní pochází až z roku 1418. Roku 1560 ji získal Václav Vyntíř z Vlčkovic, kterému patřilo blízké kolinecké panství. Jeho součástí byla až do roku 1579, kdy Mokrosuky koupil Volf Gothart Perglár z Perglasu. Buď on, nebo jeho syn Václav Otakar si ve vsi nechal postavit renesanční tvrz obehnanou vodním příkopem. Podle Památkového katalogu však jen přestavěli starší gotickou tvrz z patnáctého století.
Václav Otakar Perglár se v letech 1618–1620 zúčastnil stavovského povstání, za což byl roku 1623 odsouzen ke ztrátě majetku, ale posléze byl omilostněn. V Mokrosukách se zatím utábořili vojáci Baltasara Marradase, který jim vyplácel žold z výnosů mokrosuckého panství. Roku 1628 panství financovalo pluk Martina de Hoeff-Huerty, který sídlil na Velharticích. Statek, ke kterému kromě Mokrosuk patřily vesnice Čermná, Lešišov a Nemanice, nakonec koupil Humprecht Račín z Račína. Od roku 1670 spravovala zadlužené mokrosucké panství Humprechtova dcera, hraběnka Apolena Lidmila Althannová. V roce 1679 statek předala svému bratrovi Arnoštu Vojtěchu Račínovi, který je připojil k hrádeckému panství, u kterého už Mokrosuku zůstaly až do zrušení poddanství.

## Stavební podoba

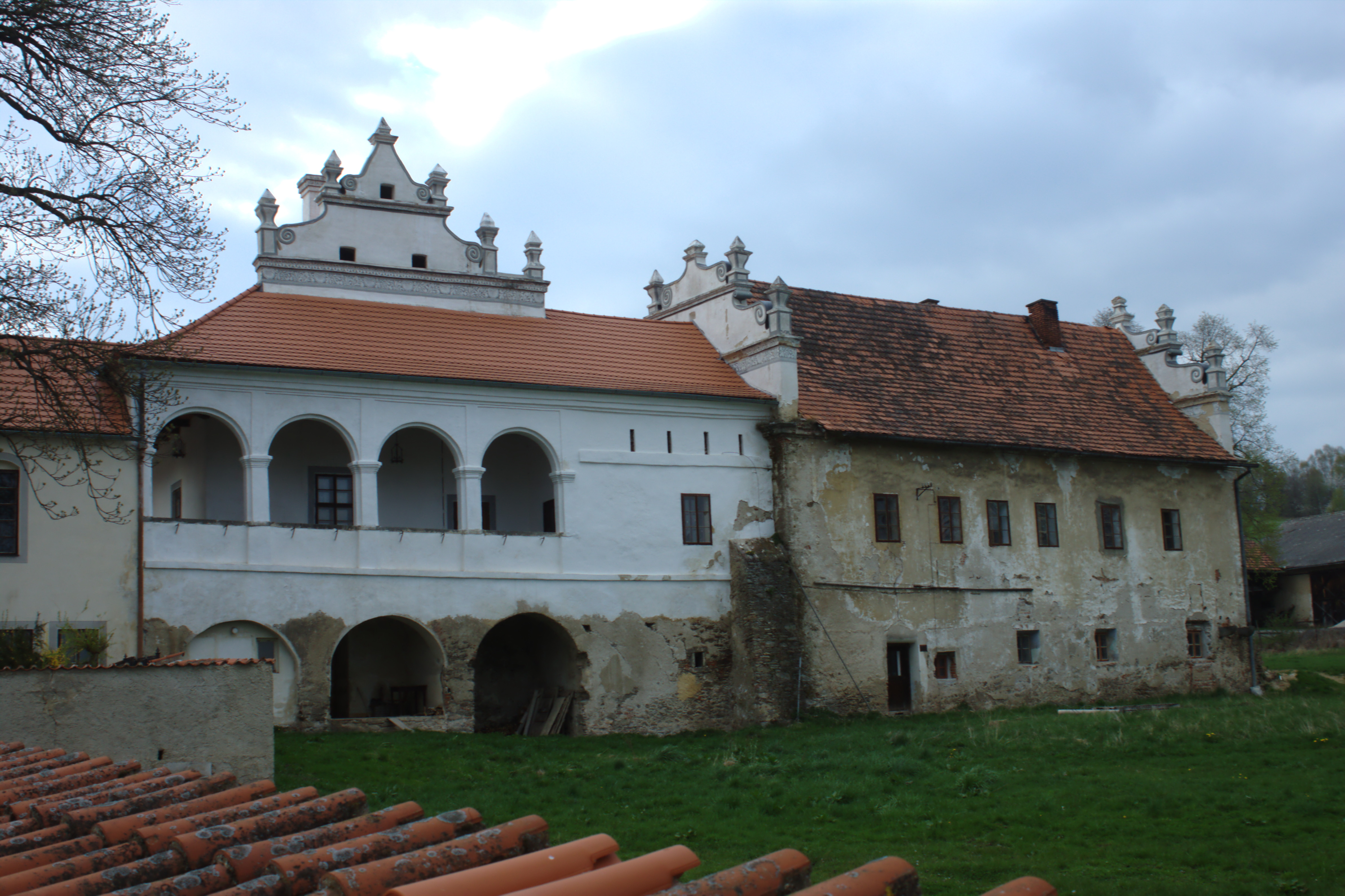
Arkády východního křídla obrácené směrem do parku

Jednopatrový dvoukřídlý zámek býval obehnán vodním příkopem. Jeho nejstarší částí je jihovýchodní křídlo, kde se dochovalo gotické zdivo s dvojicí krakorců. V prvním patře jižního křídla jsou na straně obrácené do ulice arkády z poloviny osmnáctého století. Na východním konci směrem do ulice vystupuje patrový přístavek kaple, pravděpodobně mladší. Jihovýchodní křídlo má v přízemí i v prvním patře arkády obrácené směrem do parku. Do dvora se vjíždí průjezdem zaklenutým valenou klenbou s výsečemi. Valené a hřebínkové klenby jsou použity v přízemních prostorách, zatímco místnosti v prvním patře mají ploché stropy. Plochý strop se nachází i v kapli s půlkruhovým zakončením.
Celý památkově chráněný areál tvoří zámek s kaplí, příkop, ohradní zeď, objekty hospodářského dvora (chlévy, kolna, dvě stodoly a špýchar v severovýchodním nádroží) a přilehlý park na východní straně.